# Невреме (албум)
Невреме је албум Славице Ћуктераш. Издат је 2011. године. 
Синглови су Маштала, Ломљива и Невреме.